# Croton stockeri
Espèce
Croton stockeri est une espèce de plantes à fleurs du genre Croton et de la famille des Euphorbiaceae, présente au nord du Queensland, en Australie.
Il a pour synonyme :
- Croton wassi-kussae var. stockeri, Airy Shaw, 1980